# He's Back (The Man Behind the Mask)
«He's Back (The Man Behind the Mask)» es una canción de Alice Cooper, publicada como sencillo del álbum de 1986 Constrictor. Fue utilizada en la película de terror Friday the 13th Part VI: Jason Lives, sexta entrega de la franquicia Friday the 13th y se puede escuchar en varias ocasiones durante la película y en los créditos finales. Otras dos canciones, "Teenage Frankenstein" (también del álbum Constrictor) y "Hard Rock Summer" (inédita hasta la publicación del álbum recopilatorio The Life and Crimes of Alice Cooper) también aparecen en la película.

## Vídeo musical
El vídeo combina imágenes de la mencionada película con escenas de Alice Cooper cantando, mientras el asesino Jason Voorhees (interpretado por C. J. Graham) amenaza a unos adolescentes en una función nocturna de la película.